# The 'Diamond S' Ranch
The 'Diamond S' Ranch è un cortometraggio muto del 1912 diretto da Otis B. Thayer.

## Produzione
Il film fu prodotto dalla Selig Polyscope Company.

## Distribuzione
Distribuito dalla General Film Company, il film - un cortometraggio di una bobina conosciuto anche con il titolo Life on the Diamond S - uscì nelle sale cinematografiche statunitensi il 29 febbraio 1912. Venne distribuito anche nel Regno Unito il 5 maggio 1912.